# Neolithisierung Europas

Neolithisierung Europas

Als Neolithisierung Europas (von altgriechisch νέος neos „neu, jung“ und λίθος lithos „Stein“) wird der kulturelle Wandel von mittelsteinzeitlichen Wildbeutergesellschaften zu Kulturen jungsteinzeitlicher (neolithischer) Nahrungsmittelproduzenten innerhalb Europas bezeichnet. Neben Pflanzenbau und/oder Tierhaltung sind damit (insbesondere beim Ackerbau) längere Zeiträume einer sesshaften Lebensweise – die zahlreiche Veränderungen der sozialen Bedingungen (etwa Arbeitsteilung, Soziale Rollen, Institutionsbildung, Herrschaftsstrukturen u. ä.) mit sich brachte –, die Entwicklung neuer Technologien (Werkzeuge, Baustoffe, Gebäude, Keramik, Vorratshaltung, Konservierung u. ä.) und die Entstehung neuer Ideen und Weltanschauungen (langfristige Planung, veränderte Zeitrechnung, Kult, Religion u. ä.) verbunden. In der Folge war meist ein deutlicher Anstieg des Bevölkerungswachstums zu verzeichnen – aber später ebenso drastische Einbrüche und Hungersnöte.
Nach derzeitigem Kenntnisstand kam es unabhängig voneinander in 15 bis 20 Regionen der Erde zwischen 9500 v. Chr. (Vorderasien erstmals) und 2000 v. Chr. (Ohio-Becken letztmals) zur Entstehung landwirtschaftlicher Subsistenzweisen.
Die neue Lebensweise wurde in Europa ab 7300 v. Chr. von Migranten aus dem fruchtbaren Halbmond Vorderasiens importiert, wo sie sich erstmals auf der Erde innerhalb von rund 1500 Jahren als sogenannte „Neolithische Revolution“ etablierte. In annähernd 4000 Jahren breitete sie sich in Schüben und auf unterschiedliche Art und Weise über die gesamte kühlgemäßigte Zone Europas aus (Ackerbau und Viehzucht in der Ökumene, in der Subökumene Fernweidewirtschaft).

## Ursachen der Neolithischen Revolution
Der Übergang zur Landwirtschaft fand an verschiedenen Stellen der Welt statt, ist jedoch erklärungsbedürftig: Der Arbeitsaufwand, der mit einer bäuerlichen Lebensweise verbunden ist, ist beträchtlich und deutlich größer als bei Wildbeutern. Sicherheitsgewinne durch Vorratshaltung müssen mit negativen Folgen aufgerechnet werden: Zoonosen führten bspw. zu Seuchen, die den Wilbeutern noch unbekannt waren. Daher stellt sich die Frage, warum Menschen dennoch zur Landwirtschaft wechselten. Auch indianische Kulturen Nordamerikas sahen in der Lebensweise der einwandernden europäischen Bauern nach der Entdeckung Amerikas dementsprechend wenig Erstrebenswertes und übernahmen sie nicht freiwillig. Dennoch setzte sich die Landwirtschaft weltweit durch, vormalige Wildbeuter müssen sich irgendwann für sie entschieden haben oder an sie gebunden worden sein.
Viele Autoren sehen die drastischen Klimaveränderungen am Ende der letzten Eiszeit als Auslöser für den Beginn von Ackerbau und Viehzucht im Vorderen Orient (Fruchtbarer Halbmond). Demnach kam es dort während des milden Alleröd-Interstadials zu günstigen Umweltbedingungen: Regenfälle nahmen zu, die Gazellenherden vermehrten sich stark in den üppig gedeihenden Graslandschaften und in der Folge auch die menschliche Bevölkerung. Aufgrund des permanent ausreichenden Nahrungsangebotes waren die Jäger und Sammler nicht mehr gezwungen, regelmäßig ihren Wohnsitz zu wechseln, sodass einige Gruppen zur Sesshaftigkeit wechselten. Das Vorkommen wilder und körnertragender Gräser bot die Möglichkeit, die Ernährung zu ergänzen, erste Reibsteine und Mörser sind nachgewiesen. Ob dann ein kälter werdendes Klima die sesshaft Gewordenen dazu bewegte, ihre Lebensweise vollends umzustellen oder die Entwicklung des Getreideanbaus alleine dazu reichte, ist unklar. Demographisch ließ sich der eingeschlagene Weg aber bereits nach kurzer Zeit nicht mehr umkehren. Zwar führte die Entdeckung der Landwirtschaft zu mehr Krankheiten, schlechterer Ernährung und höherer Kindersterblichkeit, aber insgesamt stieg die Bevölkerungszahl, da die kohlenhydratreiche Kost Frauen ermöglichte, schneller wieder schwanger zu werden. Während Wildbeuterfrauen wohl nur alle vier bis fünf Jahre schwanger wurden, konnten (und mussten) Bäuerinnen bereits kurz nach der Geburt wieder fruchtbar sein. Die Bevölkerungszunahme führte dann zur Ausbreitung der Landwirtschaft durch Auswanderung in andere Regionen. Ob die Kindersterblichkeit bei den ersten Bauern tatsächlich höher war, ist unklar. Denn zwar waren die meisten Erwachsenen damals laktoseintolerant, konnten also keine unbearbeitete tierische Milch verdauen. Kinder allerdings konnten es und das könnte dazu geführt haben, dass ihnen eine Diät, die Milch domestizierter Tiere beinhaltete, erhöhte Überlebenschancen einbrachte. Generell haben agrarische Gesellschaften einen großen Bedarf an Arbeitskräften, weswegen ein Interesse an einer hohen Kinderzahl besteht.

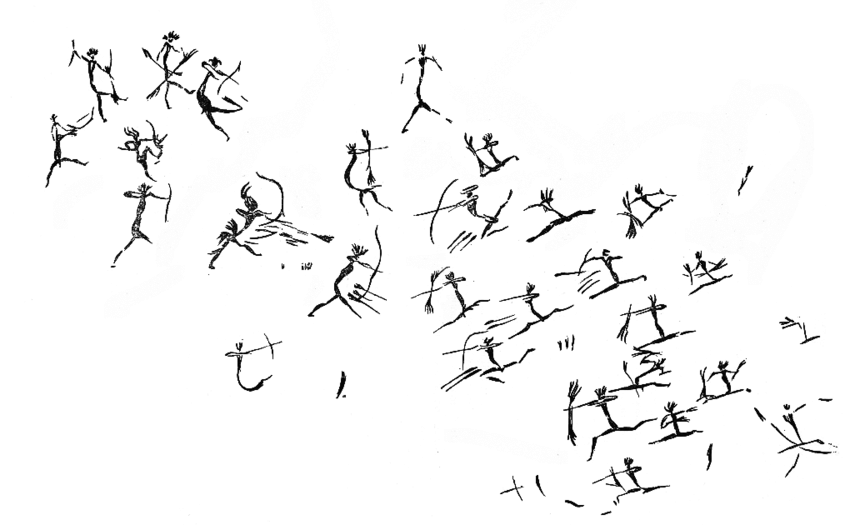
Höhlenzeichnung von Les Dogues, etwa 6100–5600 v. Chr. Eine 11 (?) Mann starke Gruppe von Kämpfern (links) im Konflikt mit einer anderen Partei (rechts), die 18 Kämpfer umfasst.

## Ursprung und Ausbreitung nach Europa

### Wurzeln der Neolithisierung und Nebeneinander von Wildbeutern und Bauern
Die Wurzeln der Neolithisierung Europas liegen im Fruchtbaren Halbmond und werden heute auf die Migration anatolischer Bauern zurückgeführt, die ihre domestizierten Nutztiere (Rind, Schaf, Ziege, Schwein) und -pflanzen (Einkorn, Emmer, Gerste) sowie das entsprechende Know-how mitbrachten.
Über die Motive der Auswanderer kann nur spekuliert werden. Fest steht, dass es sich nicht – wie lange Zeit angenommen – um Bevölkerungsdruck aufgrund der zunehmenden Besiedlungsdichte handelte. Die Ursachen können sehr vielseitig sein: „Ernährungsprobleme, Raub, Gier, religiöse Motive“ kämen in Frage. Auch klimatische Gründe sind denkbar.
Graeber und Wengrow gehen davon aus, dass die arbeitsaufwändige Landwirtschaft in ihren Ursprungsformen nicht existentiell (d.h hauptsächlich) betrieben wurde, sondern dass für lange Zeit und in vielen Gesellschaften „spielerische Landwirtschaft“ als eine Option neben anderen Subsistenzweisen verstanden wurde. Vielmehr sei das primär bäuerliche Dasein zu Anfang eine Überlebensstrategie für entlegene und unzugängliche Regionen gewesen, die für Jäger, Sammler und Fischer zu unattraktiv waren. Diese Jäger und Sammler hätten zuvor schon eine Art „Landschaftspflege“ betrieben, indem sie erwünschten fruchttragenden Pflanzen wie Nussbäumen günstige Bedingungen schufen. Ihre Aktivitäten trugen dazu bei, „weltweit etwa zwei Drittel der Großfauna zu vernichten“, ihre Jagd verschob sich dann auf kleinere Säugetiere wie Elche, Schweine, Rotwild etc. in begrenzten Habitaten. Die folgende Neolithisierung beruhte auf der Migration von „neolithischen Pionieren“ sowohl auf Land- wie auf Seerouten, die in vielfältige Austauschbeziehungen mit Jägern und Sammlern traten und dabei Innovationen wie die „vier Haustierarten, also Rind, Schaf, Ziege, Schwein“ und technologische Kenntnisse „etwa zur Herstellung von Steingeräten“ mitbrachten und die gut belegte Ausbreitung auf dem europäischen Kontinent beweist, dass sich die bäuerliche Nahrungsmittelproduktion trotz Aufwand und Risiken im Laufe von Generationen durchsetzte. Dies allerdings nicht kontinuierlich: Tatsächlich verschwand die Landwirtschaft zeitweise regional auch wieder, archäologischen Erkenntnissen zufolge unter Anzeichen eines demographischen Zusammenbruches der Kultur der Bandkeramiker und exzessiver Gewalt, die sich in regelrechten Massakern (z. B. Massaker von Kilianstädten) ausdrückte. Der Zusammenbruch führte für etwa tausend Jahre zu einem Abbruch des „extensiven Getreideanbau(s)“ in Mittel- und Nordeuropa. Zwei wichtige Umstände wurden früher vernachlässigt: Über Jahrhunderte diente die Landwirtschaft wie erwähnt lediglich als weiteres „Standbein“ für den Lebensunterhalt und Bauern und Jäger lebten über längere Zeiträume nebeneinander. Die Lebensweise der Wildbeuter verschwand nicht plötzlich, sondern Bauern und Jäger und Sammler konnten selbst in großer räumlicher Nähe viele Jahrhunderte nebeneinander leben. In der Blätterhöhle in Nordrhein-Westfalen wurden Skelette von Bauern und Wildbeutern in einer offenbar zeitlich gemeinsam genutzten Begräbnisstätte gefunden, wo sie 2.000 (!) Jahre nach Ankunft der Landwirtschaft beerdigt worden waren. Als Motiv für den Aufbruch neolithischer Gruppen schließt auch Wolfram Schier Bevölkerungswachstum aus, klimatische Veränderungen hingegen könnten eine Rolle gespielt haben. Als wichtigen Faktor vermutet er menschliche Neugier: Migriert seien Gruppen mit Vorkenntnissen über die Gegenden, in die sie einwanderten, sodass es einen „Informationsfluss in beide Richtungen“ gegeben haben müsse. Möglicherweise seien junge Männer vorausgegangen und ihre Schilderungen hätten dann andere Migranten nachgezogen.

### Routen der Neolithisierung
Die Ausbreitung innerhalb Europas erfolgte nach derzeitigem Wissensstand in raschen Schüben, die von jahrhundertelangen Pausen unterbrochen wurden. Die erste Welle von Anatolien über die Balkanroute bis etwa zum Plattensee verlief sehr schnell. Danach kam es zu einer deutlichen Verlangsamung zwischen 6100 v. Chr. und 4500 v. Chr. In diesem Zeitraum wurde um 5700 v. Chr. die Mitte Deutschlands erreicht und 4500 v. Chr. die Ostseeküste. Naturgemäß verlangsamte sich die Ausbreitungsgeschwindigkeit nach Norden aufgrund der kürzeren Wachstumsperioden. Dies spiegelt sich auch in einer nach Norden zunehmenden genetischen Vermischung von Alt-Europäern und Migranten wider, die für eine größere Bedeutung von Jagd und Sammelwirtschaft bzw. eine verstärkte Zusammenarbeit spricht. Auch in Frankreich mischten sich Jäger und Sammler einer genetischen Studie zufolge verhältnismäßig deutlich mit ankommenden neolithischen Bauern und bildeten eine gemeinsame Population, während sie das in Mitteleuropa östlich des Rheins nicht taten. Dies deutet auf unterschiedliche Routen und Zeiten von Einwanderungen hin.
Folgende Hauptrouten der Migration nach Europa wurden lokalisiert:
- Bereits ab etwa 8300 v. Chr. aus der Levante nach Zypern
- Ab 7300 v. Chr. über Anatolien nach Griechenland und Bulgarien, um von dort über den gesamten Balkan die Donau hinauf nach Deutschland und weiter bis nach Skandinavien (4300–4000 v. Chr.)[1]
- Die Balkanroute verzweigte sich zuerst um 6350 v. Chr. in Serbien Richtung Nordosten über die Ukraine (6300–6000v. Chr.) bis zum Finnischen Meerbusen (3400 v. Chr.)[1]
- Ein weiterer Abzweig entstand von der Mitte Deutschlands 5700 v. Chr. in Richtung Westen und dann auf die Britischen Inseln (4600–4300 v. Chr.)[1]
- Ebenfalls über Griechenland (7100 v. Chr.) führte die Mittelmeerroute über Italien und Südfrankreich (6500–6200 v. Chr.) bis auf die Iberische Halbinsel (6000–5800 v. Chr.)[1]
- Die Ausbreitung aus der Levante erfolgte zudem über den Sinai nach Ägypten und Nordafrika
- Weitere Routen führten nach Südarabien, in den Iran, nach Afghanistan und von dort weiter nach Osten.

## Merkmale der Neolithisierung und neuere genetische Erkenntnisse

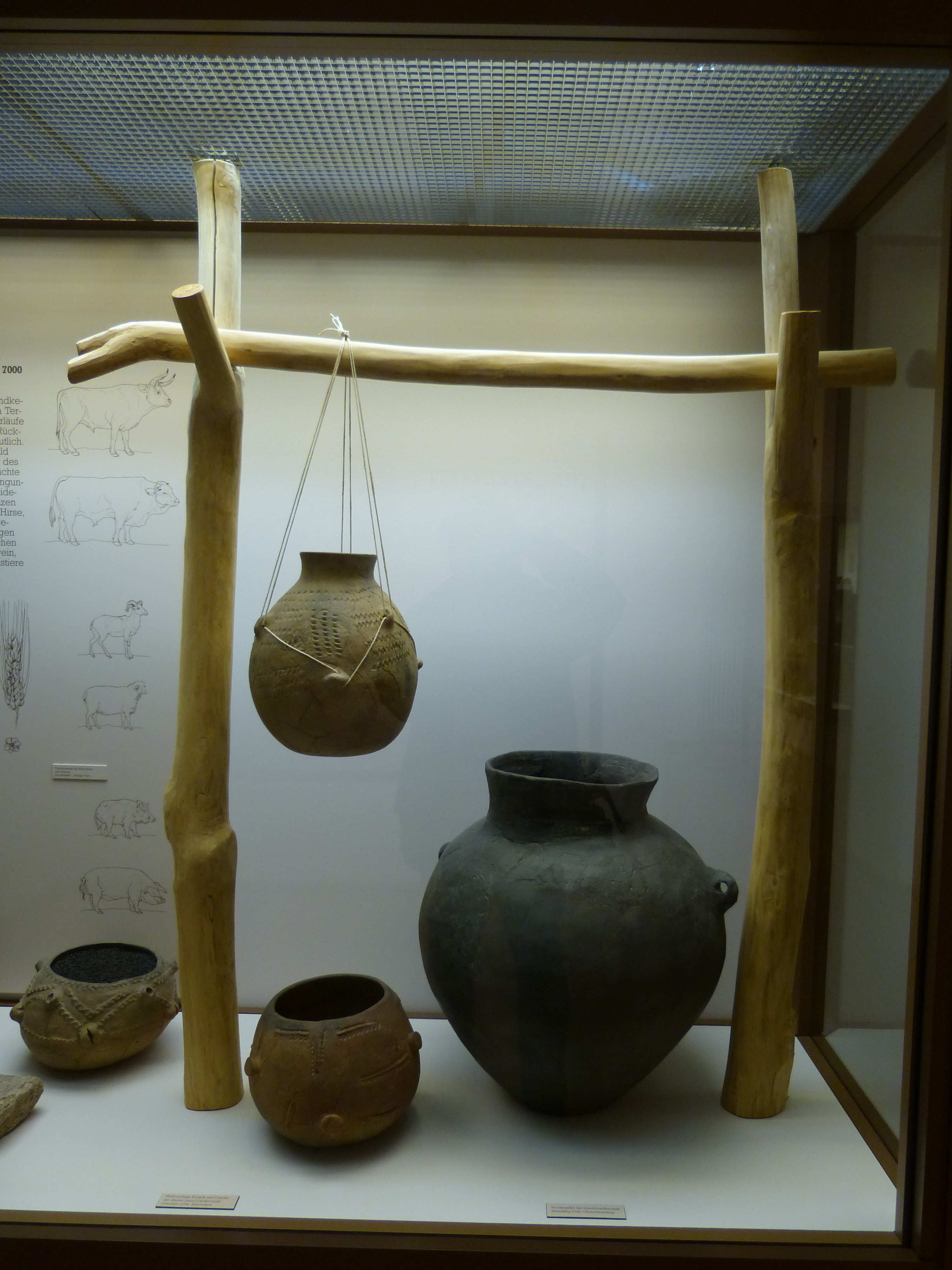
Entwicklung von Keramik ist eines der Merkmale der Neolithisierung

Kennzeichen des Neolithikums ist eine verstärkte Sesshaftwerdung, die Vorratshaltung mit dem Gebrauch von Keramik sowie die Bildung dauerhafter politischer Organisationen (die vorher nur saisonal existierten), die Errichtung oder Weiterführung erster steinerner Bauwerke (Megalith-Anlagen: Großsteingräber und Ritualanlagen wie das anfangs mesolithische Göbekli Tepe oder Stonehenge sowie erster Großsiedlungen wie Çatalhöyük), der Anbau geeigneter Pflanzen und die Nutztierhaltung. Auch die seit Jahrhunderttausenden beherrschte Technik der Herstellung von Steinwerkzeugen erreichte während des Neolithikums einen neuen Höhepunkt. Alle genannten Merkmale müssen nicht gleichzeitig entstanden sein, bedingten sich jedoch im Zeitverlauf gegenseitig.
Im Wesentlichen wurde Europa auf zwei Routen neolithisiert: die Donau aufwärts und über das westliche Mittelmeer. Für Mitteleuropa gilt schon lange die Kolonisation durch einwandernde Bandkeramiker als gesichert. Bandkeramik ist von der Ukraine bis ins Pariser Becken verbreitet, vor allem fruchtbare Lössböden wurden von dieser Agrarkultur besiedelt. In einem ersten Schritt breitet sie sich etwa 5600 bis 5400 v. Chr. von Westungarn bis ins Rhein-Main-Gebiet aus, in einem zweiten bis ins Pariser Becken, aber auch weit nach Osten.

### Linearbandkeramische Kultur
Die Linearbandkeramische Kultur, auch Linienbandkeramische Kultur oder Bandkeramische Kultur ist die älteste bäuerliche mitteleuropäische Kultur der Jungsteinzeit mit permanenten Siedlungen und fällt in das Frühneolithikum. Eine Forschungsgruppe um Barbara Bramanti an der Johannes Gutenberg-Universität untersuchte alte DNA aus bandkeramischen Skeletten. Die Befunde legen nah, dass die Träger der Bandkeramik vor ungefähr 7500 Jahren aus dem Karpatenbecken nach Mitteleuropa einwanderten. Weitere Forschung wies eine genetische Verwandtschaft der Bandkeramiker zu nahöstlichen Populationen nach und nutzte die Analyse genetischer Veränderung um eine wahrscheinliche Route von Anatolien über den Balkan nach Zentraleuropa zu identifizieren. „Das Gesamtverbreitungsgebiet der Linearbandkeramik reicht vom Pariser Becken, den Niederlanden und Belgien im Westen bis nach Rumänien und die Ukraine im Osten“.
Die Bandkeramiker betrieben sowohl Feldbau als auch Viehwirtschaft. Haustiere waren Rinder, Hunde, Schafe, Ziegen und Schweine, nicht aber das Pferd. Sie drangen in eine urtümliche Waldlandschaft vor, in die sie auf Schwarzerde-Böden Rodungsinseln schlugen und dort Äcker anlegten. Sie wohnten in Langhäusern, denen auch eine Nutzung als Scheunen zugeschrieben wird, obgleich auch eine Getreidelagerung in Gruben nachgewiesen wurde. Wahrscheinlicher als eine Nutzung als Stall ist eine ganzjährige Freilandhaltung der Tiere. Wie viele Menschen einem Haus wohnten, ist unklar, und verbunden mit der Frage, ob sie im gesamten Gebäude oder – wie angenommen wird – im Mittelteil wohnten. Orientiert man sich hingegen an Langhäusern bekannter und dokumentierter Kulturen, etwa an denen nordamerikanischer Irokesen, können auch Bewohnerzahlen von mehr als 100 Personen pro Haus möglich gewesen sein. In diesem Fall hätten vermutlich ganze Sippen dort gemeinsam gewohnt.
Während Autoren wie Jens Lüning bis vor kurzem noch davon ausgingen, dass die Bandkeramiker in großem Umfang sich mit mesolithischen Wildbeutern mischten und ihre bäuerliche Kultur „missionarisch“ verbreiteten, wird dies mittlerweile nach genetischen Analysen anders bewertet. Lüning geht in Umkehrung seiner früheren Position zwar weiterhin davon aus, dass von Wildbeuter-Kulturen Techniken wie die Herstellung bestimmter Feuerstein-Werkzeuge übernommen wurden und die Bandkeramiker durchaus „weltoffen“ Ideen und Güter über weite Räume austauschten. Sollten die Ergebnisse paläogenetischer Untersuchungen – an denen er nicht beteiligt war – aber korrekt sein, war das offenbar „nach dem genetischen Befund mit einem strengen «Apartheidsdenken» gegenüber den «eigenen» Jägern und Sammlern in ihrer Umgebung“ verbunden.

### Gewaltgeschehen – kriegerische Gewalt und Opferungen
Mit der landwirtschaftlichen Erschließung geeigneter Flächen wuchs die Bevölkerung und es traten Verteilungskämpfe auf, kriegerische Auseinandersetzungen wurden üblich. Die neolithischen Bauern gingen dazu über, umschlossene Wallanlagen zu bauen. Archäologisch lassen sich Tötungen ganzer Gruppen oder Familien nachweisen (Massaker von Talheim). Dabei kämpften Bauern gegen Bauern. Jäger und Sammler bestanden vermutlich aus zu kleinen Gruppen und waren territorial zu ungebunden, um sich auf verlustreiche Kämpfe einzulassen. Es ist allerdings denkbar, dass die Bauern sich gegen sie als Räuber absicherten. Funde zeigen einen Fortschritt in der Waffentechnik: Kämpfte man am Anfang des europäischen Neolithikums noch mit Alltagswerkzeugen wie Beilen und Dechseln, die man als Behelfswaffen verwendete, hatten Kämpfer des Spätneolithikums „aufwendig gearbeitete Streitäxte, Dolche, sowie den Reflexbogen mit den verschiedensten Pfeiltypen.“
Das Gewaltgeschehen wirft allerdings auch ungelöste Fragen auf. In der bandkeramischen Grabenanlage von Herxheim wurden die Überreste Hunderter Menschen entdeckt. Zunächst nahm man an, es handle sich um Opfer von Kämpfen, doch diese Deutung wurde später verworfen. Untersuchungen zeigten, dass die Leichen – darunter zahlreich junge Erwachsene – sorgfältig behandelt worden waren, ihr Fleisch war ihren Knochen abgezogen, die Knochen anschließend zerschlagen und teilweise geordnet worden. Durch Schnitte von Fleisch befreite und durch Schläge in Form gebrachte Kalotten waren in Nestern beerdigt worden. Kostbare Keramik, die aus verschiedenen Gegenden stammte, war gleichfalls zerschlagen worden. Einzelne Keramikfunde ließen sich stilistisch dem 400 km entfernten Böhmen zuordnen. Die anfängliche Vermutung einer erneuten Bestattung ausgegrabener Leichen wird eher abgelehnt; Kannibalismus hingegen wird diskutiert, ist aber unbewiesen. Strontium-Analysen der Backenzähne ergaben, dass die Toten nicht aus der Umgebung stammten, sondern aus entfernteren Mittelgebirgslandschaften. Sie müssen als Lebende nach Herxheim geschafft worden sein. Es handelte sich bei ihnen, wie Genanalysen ergaben, aber nicht um Wildbeuter, sondern ebenfalls um Bandkeramiker. Das wirft weitere Fragen auf, zumal bisher davon ausgegangen wurde, dass Bandkeramiker nicht in Mittelgebirgen, sondern in Ebenen mit fruchtbaren Lößböden siedelten. Die Beerdigungen fanden über einen Zeitraum von etwa 50 Jahren statt. Andrea Zeeb-Lanz vermutet, dass in Herxheim umfangreiche Rituale stattfanden, bei denen Menschen getötet, bearbeitet und begraben wurden – vermutlich begleitet von Festmahlen. Sie zweifelt an der These, dass die Bandkeramiker durch Kriege zugrunde gingen. Stattdessen hält sie ein religiöses Geschehen für wahrscheinlich, das Ausdruck einer tiefgreifenden Krise in der Kultur der Bandkeramiker war und auf die mit Ritualen, einschließlich ritueller Tötungen, reagiert wurde. Die Tötungen in Herxheim, bei denen Opfer aus verschiedenen Gegenden dorthin gebracht wurden, weisen auf eine gemeinsame Vorstellungswelt regional getrennter Gruppen hin. Diese folgten offenbar überregional abgestimmten religiösen Regeln.

### Mittelneolithische Kulturen
Ob Kriege die Ursache waren oder nicht, ca. 5.000 v. Chr. brachen die bandkeramischen Siedlungen – mit deutlichen Hinweisen auf Gewalttaten – zusammen. Die vom Südwesten Deutschlands ausgehende Hinkelstein-Gruppe führte die Landwirtschaft fort, begrub ihre Toten allerdings mit reichhaltigeren Grabbeigaben und in Einzelgräbern, die auf eine stärker elitär geprägte Kultur hinweisen. Mit der eng verwandten Großgartacher Gruppe und den Stichbandkeramikern zählt sie zu den mittelneolithischen Kulturen.

### Michelsberger Kultur und Trichterbecherkultur
Mit der Michelsberger Kultur tauchen große Befestigungsanlagen auf Hügeln auf, wie etwa auf dem Kapellenberg im Taunus. Siedlungen sind weniger stabil und werden häufiger verlegt. Der Ackerbau wurde in kleinerem Umfang betrieben, bei geringerer Siedlungs- und Bevölkerungsdichte fand eine Verschiebung zu einer „agropastorale(n) Wirtschaftsweise mit Rinderherden“ statt. Die Michelsberger Kultur bringt jedoch die Landwirtschaft in den Norden Deutschlands, „Pioniersiedlungen im Münsterland, im Nordharzvorland und vielleicht gar an der Kieler Förde“ werden gegründet.
Generell lässt sich eine Verlangsamung der Ausbreitung der Landwirtschaft Richtung Norden feststellen. Dafür waren vermutlich klimatische Gründe verantwortlich, die Zahl der für steinzeitliche Landwirtschaft tauglichen Tage mit ausreichend Sonnenlicht nahm nordwärts kontinuierlich ab. Dies könnte dazu geführt haben, dass die ankommenden Bauern dort stärker mit Wildbeutern kooperierten und in Austauschbeziehungen traten, um Versorgungsmängel auffangen zu können. Dies wiederum führte zu einer zunehmenden genetischen Vermischung beider Gruppen.
Im Raum von Nordsee, Ostsee und Südskandinavien lebten Bauern neben Jägern und Sammlern; die für Landwirtschaft klimatisch schwierigen, aber für Wildbeuter und Fischer günstigen Küsten- und Waldgebiete verhinderten ihre Verdrängung. Das ermöglichte die Herausbildung der Trichterbecherkultur, deren Angehörige in relativ hohem Maße Nachfahren der lokalen Wildbeuter waren. Ihre DNA ist bis heute in Nordeuropa verhältnismäßig stark vertreten. Sie übernahmen Kenntnisse der Bauern, mit denen sie sich vermischten, und entwickelten eigene Techniken, wie die Verwendung des Rades und von Ochsen als Zugtiere für Pflüge. Dies erst ermöglichte die Urbarmachung weiterer und vorher als ungeeignet angesehener Gebiete für die Landwirtschaft durch Rodung, denn nun konnten Wurzeln gefällter Bäume aus dem Boden gezogen und große Äcker bestellt werden.

### Entstehung bäuerlicher Gesellschaften durch Einwanderung oder durch Lernprozesse und Integration von Wildbeutern?
Ob sich die ausbreitenden, auf landwirtschaftlicher Arbeit beruhenden Kulturen früher europäischer Bauern nach und nach aus denen einheimischer Jäger und Sammler entwickelten (sog. Akkulturation) oder nur oder hauptsächlich durch einwandernde Kolonisten entstanden, ist archäologisch nur schwer auszumachen und fand stark das Interesse der Prähistoriker. Das schnelle Vordringen der Bandkeramiker schien nur dadurch zu erklären zu sein, dass sie Wildbeuter von den Vorzügen ihrer neuartigen Lebensweise zu überzeugen vermochten und sie in ihre Kultur aufnahmen, Jens Lüning ging beispielsweise davon aus, dass die Bandkeramiker „mit geradezu missionarischem Eifer“ vorgegangen sein müssten und „ganze mesolithische Stämme“ überzeugen konnten, sich ihnen anzuschließen. Nur „Belehrung und Schulung“ durch in Wildbeuterpopulationen eingebettete Bauern könnten das Ausbreiten der Kenntnisse voraussetzenden Landwirtschaft zufriedenstellend erklären. Marek Zvelebil etwa entwickelte sieben unterschiedliche Modelle, die von einer klaren Verdrängung einheimischer Jäger und Sammler durch Zuwanderer bis hin zur kulturellen Anpassung der ursprünglichen Bevölkerung reichen, um die zwischen Einwanderung und Akkulturation liegenden Möglichkeiten zu umschreiben. Diese Frage fand auch das Interesse der aufkommenden Paläogenetik, die Methoden entwickelte und verwendet, die Verwandtschaftsverhältnisse vorgefundener fossiler Skelettfunde aufschlüsseln können.

### Neuere genetische Erkenntnisse – Einwanderung statt Integration
Untersuchungen an genetischem Material neolithischer Herkunft durch Martin Richards ergaben 2003, dass nach Richards ein reines Diffusionsmodell ausgeschlossen werden konnte, ebenso wie das Modell eines vollständigen Bevölkerungsaustausches durch Einwanderer oder die Vorstellung einer eigenständigen Entwicklung aus lokalen Populationen. Unwahrscheinlich erschien ihm auch ein Modell, das auf der kulturellen Dominanz einer neuen Herrschaftselite beruht hätte. Die genetischen Marker ließen ihn allerdings vermuten, dass gezielte Migration kleinerer Gruppen in für Ackerbau besonders günstige Gegenden in Südost- und Zentraleuropa mit folgender Akkulturation seine Ergebnisse erklären könnten. Gemischte Modelle, die auf einer Verbindung von Migration und der Diffusion von Kenntnissen hin zu Angehörigen von älteren Populationen von Jägern und Sammlern beruhen, blieben für ihn als mögliche Erklärung übrig.
Barbara Bramanti entdeckte 2009 nach Untersuchungen mitochondrialer DNA von Skeletten von neolithischen Bauern und von Jägern und Sammlern jedoch keine Hinweise darauf, dass beide Gruppen eng miteinander oder mit modernen Europäern verwandt waren. Vielmehr seien die Unterschiede beträchtlich, 82 % der Jäger und Sammler hätten DNA-Typen besessen, die im heutigen Europa kaum vorkämen. Die neolithischen Bauern seien die Nachfahren von Einwanderern gewesen, nicht von Wildbeutern. Diese Erkenntnis wurde aus den Reihen der archäologisch arbeitenden Prähistoriker als „geradezu historisches Ergebnis“ bewertet. Tatsächlich haben die Linearbandkeramiker wohl nur gering zum Erbgut heutiger Mitteleuropäer beigetragen (→Populationsgenetik und Anthropologie der Linearbandkeramischen Kultur). Ein unerwartetes Ergebnis von Bramantis Untersuchung war nämlich, dass heutige Europäer nicht nur Nachfahren von neolithischen Einwanderern oder auch von den ursprünglichen Wildbeuter-Populationen sind, sondern auch von einer dritten, bis dato unbekannten Gruppe abstammen müssen.

### Die Einwanderung von Steppennomaden und die daraus folgende Kultur der Schnurkeramiker
Für diese Gruppe kamen Angehörige einer Steppenkultur infrage, die bereits vor Jahrzehnten von Marija Gimbutas als Ursprung einer Einwanderung nach Europa vorgeschlagen worden war, ohne sie oder ihr Ausmaß allerdings beweisen zu können.
Johannes Krause geht nach einer im Jahre 2015 erfolgten Auswertung von 69 Skeletten, die in der Region von mittlerer Elbe und Saale gefunden worden waren, davon aus, dass tatsächlich Angehörige einer Hirtenpopulation – die sogenannte Jamnaja-Kultur – aus dem Süden Russlands mit Rinderherden und Pferden in jene Gebiete Europas vordrang, die zuvor von den neolithischen Bauern besiedelt worden waren. Er vermutet, dass diese Gebiete bei ihrem Eintreffen weitgehend menschenleer gewesen sein müssen, denn Skelettfunde seien erstaunlicherweise rar und wiesen nicht auf umfangreiche Auseinandersetzungen hin, wie eine überwiegend kriegerische Landnahme sie hätte erwarten lassen. Krause nimmt an, dass eine frühe, steinzeitliche Form der Pest zum Massensterben der neolithischen Bauern geführt hat, in diese Lücke stießen dann Angehörige der Steppennomaden vor. Die Pest – oder auch eine andere, unbekannte Krankheit – könnte den Einwanderern durch Händler vorausgegangen sein, oder mit der Einwanderungswelle selbst gekommen sein, genetische Spuren des Pesterregers hätten sich in Skeletten in der Herkunftsregion der Steppennomaden gefunden. Für die Neolithiker Europas könnte der Erreger der Pest völlig neu und ungewohnt gewesen sein, eine Übertragung von Mensch zu Mensch könnte die schnelle Entvölkerung zuvor bewohnter Siedlungen erklären. Auch andere Ursachen wie klimatische Veränderungen oder Missernten und folgende kriegerische Auseinandersetzungen können ihm zufolge für den Zusammenbruch neolithischer Gesellschaften der Jungsteinzeit verantwortlich sein, eine klare Ursache ist nicht beweisbar. Er hält das Szenario eines krankheitsbedingten Massensterbens dennoch für plausibel, der Mangel an Grabfunden aus der Zeit könnte damit zusammen hängen, dass Opfer nicht mehr begraben werden konnten und an der Erdoberfläche verrotteten.
Auffallend ist, dass offenbar nur wenige Frauen mit den Steppennomaden kamen, genetisch nachweisbar sei, dass einwandernde Männer sich stattdessen mit bereits ansässigen Frauen aus den vorherigen Populationen vermischt hätten. Die genetische Auswertung von Funden macht deutlich, dass die Migration der anatolischen Neolithiker, die zu den ersten Bauern Europas wurden, sich hierin von der späteren Migration stark unterschied. Während die einwandernden Bauern aus ganzen Familien bestanden, es also kein Gefälle in der Verteilung von Frauen und Männern gegeben hatte, galt dies nicht für die Einwanderer aus der Steppe. Bei ihnen wurde ein drastisches Übergewicht von Männern festgestellt (fünf bis vierzehn Männer auf eine Frau). Kristian Kristiansen hält hauptsächlich aus jungen Männern bestehende Kriegerbanden für die Träger der Einwanderung, die sich dann per Frauenraub exogam fortgepflanzt hätten und Dörfer gründeten. Kulturell wandelten sich die Nomaden und übernahmen die vorwiegend sesshafte landwirtschaftliche Lebensweise ihrer Vorgänger, deren Männer sie genetisch überwiegend verdrängt hatten. Allerdings hielten sie in weitaus größerem Umfang Rinder: Milchwirtschaft wurde ein wichtiger Bestandteil der Nahrungsproduktion.
Die Kultur der Schnurkeramiker geht auf die einwandernden Nomaden zurück, die sich an eine neue Umgebung und Lebensweise anpassten. Die in ihren Gräbern gefundenen Streitäxte deuten darauf hin, dass sie kriegerisch auftraten. Knochenanalysen ergaben für ihre Frauen in der ersten Generation, dass sie in ihrer Kindheit eine andere Ernährung als ihre Männer genossen hatten, also vermutlich aus neolithischen Dörfern stammten. Für die Gesamtkultur der Schnurkeramiker ließ sich feststellen, dass ihre Ernährung stärker auf tierischem Protein und Milch beruhte, als dies bei den ersten neolithischen Bauern der Fall gewesen war, die Schnurkeramiker gestalteten – wo möglich – die Landschaft zugunsten ihrer Herden um. Anscheinend nutzten sie dafür Feuer, um Wälder niederzubrennen. Während in ihren ältesten Fundstätten keine Keramik zu finden ist, kam diese später hinzu. Vermutet wird, dass die entsprechenden Kenntnisse zur Herstellung von Tonwaren mit den Frauen aus den neolithischen Dörfern in die schnurkeramische Kultur kamen. Die schnurkeramische Kultur verband insofern Fertigkeiten der Nomaden mit denjenigen der neolithischen Bauern. Sprachlich wird die Kultur der Schnurkeramiker mit dem Aufkommen indoeuropäischer Sprachen in Verbindung gesetzt, Bezeichnungen für landwirtschaftliche Vorgänge kamen anscheinend aus älteren, neolithischen Gruppen und wurden übernommen, was als Hinweis für eine kulturelle Integration unterschiedlicher Lebensweisen gewertet wird. Ursprünglich nichtbäuerliche Gemeinschaften übernahmen die Ausdrücke ihrer Vorgänger auf jenem Gebiet, auf dem ihre eigenen Vorkenntnisse geringer waren. Begräbnissitten verdeutlichen, dass die Schnurkeramiker in Familiengräbern beigesetzt wurden, – anders als ihre neolithischen Vorgänger, die offenbar in größeren Gemeinschaften wie Clans gelebt und ihr Verständnis von Besitz und Eigentum kollektiv ausgerichtet hatten. Die Angehörigen der Trichterbecherkultur sprachen vermutlich keine indoeuropäische Sprache, sondern mit dem Eintreffen der Steppennomaden gingen agrarische Bezeichnungen aus ihrer Sprache in die der vormaligen Nomaden über.
Am geringsten ist der genetische Anteil der Steppenpopulationen in Südeuropa, insbesondere in Spanien haben sich hinter der Pyrenäengrenze ältere genetische Muster gehalten, Völker wie Sarden oder Basken weisen unter Europäern am wenigsten die Gene dieser Einwanderer auf. Sardinien ist „einzigartig“, da sich dort eine Population neolithischer Einwanderer aus Anatolien genetisch fast unverändert gehalten hat. Generell lässt sich eine grobe Unterscheidung treffen: in Südeuropa (Südfrankreich, Spanien, Italien und auf dem südlichen Balkan) überwiegen die Gene der neolithischen Ackerbauern, nach Norden jedoch die der Steppennomaden. Dennoch war auch Spanien von der Einwanderungswelle umfasst und eine Studie unter Inigo Olalde und David Reich kam zum Ergebnis, dass 40 % der örtlichen Gene auf Einwanderer mit steppennomadischen Vorfahren zurückgehen (im Süden des Landes war der Einfluss am geringsten). Auffallend eindeutig jedoch ist die Geschlechtsverteilung: Die männlichen Y-Chromosomen der vorgefundenen neolithischen Bauern wurden so gut wie vollständig ersetzt, was bedeutet, dass Frauen aus ihren Gruppen fortan ausschließlich (!) mit den einwandernden Männern Kinder hatten. David Reich hält es für ausgeschlossen, dass das friedlich abgelaufen sein kann.
Seit 5900/5800 v. Chr., wurden die Küsten des westlichen Mittelmeers von Bauern besiedelt. Von hier aus erreichten bestimmte Kulturpflanzen und -merkmale auch die Gebiete nördlich der Alpen.
In der nordeuropäischen Tiefebene, in Skandinavien und auf den Britischen Inseln begann sich die Neolithisierung erst nach 4500 v. Chr. durchzusetzen; ihr Höhepunkt um 1300 v. Chr. wurde mit der letzten und beeindruckendsten der ungefähr sieben Bauversionen des Megalithmonuments von Stonehenge erreicht (wahrscheinlich durch Gruppen, die Viehhaltung, Jagd- und Sammelwirtschaft betrieben). Unter Umständen entwickelte diese Kultur während dieser Zeit eigenständig die Herstellung von Bronze (s. die naheliegende Zinnmine Cornwalls), trug insofern also ggf. selbst zum Ausklang des Neolithikums in Europa bei.
Die einwandernden Träger der Gene der Jamnaja-Kultur ersetzten die Erbauer von Stonehenge, nutzten die Bauten aber weiterhin. Ihr Anteil an der britischen Bevölkerung ist sogar besonders stark: während in Deutschland etwa 70 % der „genetischen Struktur“ durch Steppengene verändert wurden, waren es auf den britischen Inseln über 90 %.

### Glockenbecherkultur – Genetisch diverse Populationen
Während bei den Schnurkeramikern die Kultur eng mit identifizierbaren Genen der einwandernden Steppennomaden und damit mit untereinander verwandten Populationen verbunden ist, gilt dies für die Glockenbecherkultur erstaunlicherweise nicht: Diese breitete sich sowohl auf den von Steppengenen geprägten britischen Inseln aus (bzw. war dort – aber nicht unbedingt anderswo – der Träger der Einwanderung von Steppengenen), wie auch im von den älteren, anatolischen Neolithikern besiedelten und von den Steppengenen weniger berührten Spanien,- ein Hinweis, dass Kultur nicht allein innerhalb von Populationen verbreitet wurde, sondern auch durch Lernprozesse zwischen Populationen. Angehörige der Glockenbecherkultur waren insofern miteinander nicht unbedingt eng genetisch verwandt, sondern es gab beträchtliche regionale Unterschiede. Für die Erklärung der Ausbreitung der Glockenbecherkultur müssen also Migration und die Wanderung von Ideen gleichermaßen herangezogen werden.

### Früher Ackerbau im Alpenvorland?
Wie frühe Ackerbauspuren im Schweizer Mittelland zu bewerten sind, die bereits auf ca. 6900 v. Chr. datiert werden, ist für nicht wenige Archäologen rätselhaft, da die sicher fassbaren neolithischen Kulturen damals noch auf den Orient und das östliche Mittelmeer beschränkt waren. Verschiedene botanische und pollenanalytische Untersuchungen zeigen, dass die Menschen im nördlichen Alpenvorland schon vor der Bandkeramik Wälder rodeten und Pflanzen anbauten. Das bedeutet, dass bereits ca. 1500 Jahre vor der Durchsetzung des Ackerbaus in Mitteleuropa, aber auch 1000 Jahre vor dem Beginn der südfranzösischen Cardial- oder Impressokultur, zumindest Grundprinzipien des Pflanzenanbaus in Mitteleuropa bekannt waren. Wie und auf welchen Wegen diese Kenntnisse und Pflanzensamen vom Nahen Osten in das Gebiet nördlich der Alpen gelangten, ist unbekannt.

## Neolithische Besiedlung Nordafrikas von Europa aus
Archäologische Belege deuten darauf, dass der Übergang vom Jagen und Sammeln zur Landwirtschaft im Nordwesten Afrikas vor etwa 7.400 Jahren stattfand. Die Landwirtschaft wurde durch neolithische Einwanderer aus Europa (Spanien) eingeführt. Als Forscher Genome menschlicher Überreste, die in Marokko und im Nordwesten Afrikas geborgen wurden, analysierten, stellten sie fest, dass die lokale Jäger- und Sammlerpopulation seit mindestens 8.000 Jahren isoliert war. Die Forscher entdeckten eine genetische Abstammung im Zusammenhang mit europäischen Bauern, die auf etwa 5500 v. Chr. datiert wird. Die beiden Gruppen lebten mindestens ein Jahrtausend Seite an Seite. 4300 v. Chr. kamen dann Nomaden aus der Levante in die Region.